# Le Shuuk

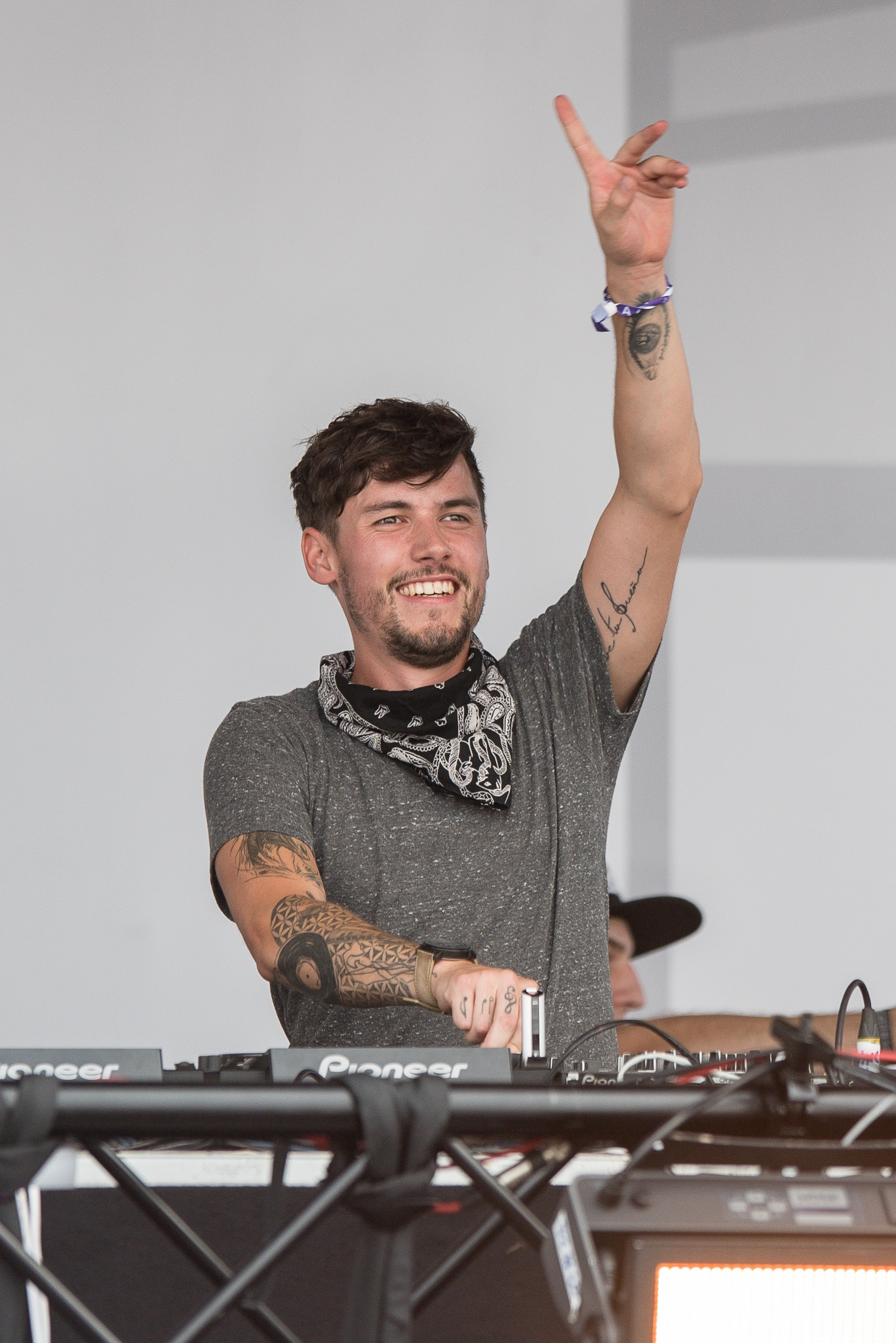
Le Shuuk (2016)

Le Shuuk (* 28. November 1987 als Chris Stritzel in Stuttgart) ist ein deutscher DJ und tritt in zahlreichen Clubs und auf Festivals in Deutschland auf. Sein Stil zeichnet sich durch harten, treibenden Techno und Electro-House aus, der oft durch „Big Room“-Elemente ergänzt wird.

## Leben
2005 begann Le Shuuk als DJ im Stuttgarter Club BOA zu arbeiten und unterschrieb 2008 seinen ersten Plattenvertrag. Unter anderem ist er als Resident-DJ für das Label/Eventveranstalter BigCityBeats tätig. Von 2015 bis 2018 entwarf er die Hymnen für den World Club Dome, bei dem er auf der Mainstage spielte.
Er betreibt einen Podcast mit dem Titel Loud & Proud. Seit März 2020 ist er in Livestreams auf der Live-Streaming-Videoportal Twitch zu sehen. In Rahmen dieser Zeit baute er sich im Herbst 2020 den ShuukStore auf, in dem er neben den Livestreams weitere Events wie das ShuukLand im Juni 2021 ausrichtet.
Le Shuuk hat 2021 in Zusammenarbeit mit dem VfB Stuttgart eine Kollektion mit dem Namen VfB meets Le Shuuk! herausgebracht. Der Text seines dazugehörigen Stadionsongs ist Bestandteil der neuen Kollektion. Le Shuuk ist seit Ende 2015 mit dem Kölner Fitnessmodel Deborah Tramitz liiert; seit 2020 sind sie verheiratet.
Im Jahr 2022 wurde Le Shuuk für seinen Remix für den Schlager-Hit Layla mit dem Platinstatus ausgezeichnet.

## Diskografie

### Singles
- 2008: Kick the Big Ben
- 2009: Kick the Caty Sack
- 2009: Colibri
- 2009: Sierra Hymn
- 2009: Time
- 2009: Halloween
- 2010: Ich kenne Dich vom Sehn’
- 2010: Milky Toast
- 2010: Pop Out
- 2010: Bounce (mit E-Mine)
- 2010: Turn This Shhht On (mit E-Mine)
- 2011: Disco Crasher (mit E-Mine)
- 2011: Energy (mit Green Plank)
- 2011: Hey Mister! (mit E-Mine)
- 2012: Ti cerco (mit Petros T.)
- 2012: Yeah! (mit E-Mine feat. Trevor Jackson)
- 2013: Nasa (mit Petros T.)
- 2013: Can Live Without You (mit Trevor Jackson)
- 2013: You Are Fake
- 2013: R.e.a.d.y.
- 2014: Hey Mister! 2014 (mit Croaky)
- 2014: Tomorrow
- 2014: Wonderland (mit Croaky)
- 2014: Far Out (mit Mark Bale)
- 2015: Seth
- 2015: Scream
- 2015: Next to You (feat. Chase Holfelder)
- 2015: What the Fuuk (mit Joebe feat. Ahromat)
- 2015: B.I.T.C.H (mit Merzo)
- 2015: Unicorn (mit Tai)
- 2015: Bombay
- 2015: Acid Shot (mit A*S*Y*S)
- 2015: The Early Works (Bonus DJ-Mix)
- 2016: Reality (mit Cuebrick)
- 2016: Evil
- 2016: Take My Hand (mit Emma Carn)
- 2016: Good Life (mit Jenny Marsala)
- 2016: Infinity
- 2017: Heartbeat
- 2017: All in My Head (mit Switch Off)
- 2017: Alles klar, Digga (mit inscope21)
- 2017: Basswall (mit Zatox)
- 2017: We Rouse (mit Alina Renae)
- 2018: Fly High (feat. Hatfelt)
- 2018: Victorum (mit D’Angello & Francis vs. Jaxx & Vega)
- 2018: Stop (mit Max Lean feat. Tosh)[6]
- 2018: Kaleidoscope Eyes (mit Switch Off feat. Amber Revival)
- 2018: Simplify (feat. Jack Wilby)
- 2018: Everything I Said (mit Switch Off)
- 2018: Dance (mit Max Lean & Anduschus feat. Gina Livia)
- 2019: Raveheart (Jaxx & Vega Edit) (vs. D’Angello & Francis)
- 2019: Rise (mit Dr. Rude feat. Jesse Lyons)
- 2019: Gold Baby
- 2019: We Are the Party
- 2019: Outside World (mit Sunbeam)
- 2019: Futs (Fuck up the Speakers) (mit Jebroer)
- 2019: Something Like That (mit Mike Candys)
- 2020: Sandmann (DE: Gold)
- 2020: You & Me (vs. Jerome)
- 2020: Livestream Razzia (mit Rob & Chris feat. Tom Mountain)
- 2020: I Wanna Dance (mit Dr Phunk)
- 2020: Toast Hawaii (mit Ummet Ozcan)
- 2020: Goodbye (feat. Xillions)
- 2020: Raptor (mit Mike Candys)
- 2020: Damn Damn (mit D.T.E)
- 2021: Dark Side of the Moon
- 2021: Talk About Us
- 2021: Tóxica (mit Sofia Martin)
- 2021: Macarena (mit Papi Pepe)
- 2021: kunterbunt
- 2022: Dirtbass (feat. Bertie Scott; Coverversion von Teenage Dirtbag)
- 2022: YOU (mit Special D)
- 2022: The Lottery (mit LNY TNZ; feat. Hazel)
- 2022: So High (mit Blasterjaxx; feat. Crooked Bangs)
- 2023: Tears Don’t Lie (Coverversion von "Tears Don't Lie von Mark Oh)
- 2023: Alegria (Coverversion von "Alegria von Cirque du Soleil)
- 2024: "Nur für Dich" (Mit Kontra K)
- 2025: "Chaos im Kopf" (Mit Isi Glück)
- 2025: "Frau Holle"

### Remixes
- 2009: Damon Paul – Bailando 2009 (Le Shuuk Remix)
- 2009: Beat4port – Moon Landing Fake (Le Shuuk Remix)
- 2009: Disko Punks & Electro Voyage – Elektrokind (Le Shuuk Remix)
- 2010: Damon Paul – Push That Beat (Le Shuuk Remix)
- 2010: Gabriel Bauza & Damon Paul – Acapulco (Le Shuuk Remix)
- 2010: Frank Kohnert – City Lights (Le Shuuk & E-Mine Remix)
- 2010: Damon Paul – Fuck All the Bitches in the Club (Le Shuuk Remix)
- 2011: Tosch feat. Christina – Somewhere over the Rainbox 2k11 (Le Shuuk & E-Mine Remix)
- 2011: Damon Paul – Bailando 2k11 (Le Shuuk Remix)
- 2012: Hochanstaendig – Ba Bam (Le Shuuk Remix)
- 2013: Frank Kohnert – The Grid (Le Shuuk Remix)
- 2013: Rick Menaira – Discobeat (Le Shuuk Remix)
- 2013: Robkay – Go! (Le Shuuk Version)
- 2014: Dario Rodriguez – Mfkin (Le Shuuk Remix)
- 2014: Niels van Gogh feat. Princess Superstar – Miami (Le Shuuk Remix)
- 2014: Jay Frog – Silence (Le Shuuk Remix)
- 2014: Shipperson – Airborne (Le Shuuk Remix)
- 2014: Massive Ditto – Ultra (Le Shuuk & Philippe Lemot Remix)
- 2014: Marco Petralia & Rubin feat. Ilan Green – Coming Home (Le Shuuk Remix)
- 2014: Brooklyn Bounce – Loud & Proud (Le Shuuk Remix)
- 2014: Timbo – Rule the Night (Le Shuuk Remix)
- 2015: Chico Chiquita – Ready, Aim, Fire! (Le Shuuk Remix)
- 2015: Noize Generation feat. Patrik Jean – A Song for You (Le Shuuk Remix)
- 2015: Niels van Gogh & Dave Ramone – Kick It (Le Shuuk Remix)
- 2015: Mynoorey – Million Lights (Le Shuuk Remix)
- 2015: Sean Finn – Can You Feel It (Le Shuuk Remix)
- 2018: Le Shuuk – We Rouse + Fly High EP (Mini Mix)
- 2018: Dynoro & Gigi D’Agostino – In My Mind (Le Shuuk & Bebo Remix)
- 2018: Alle Farben & Ilira – Fading (Le Shuuk Remix)
- 2019: Wild Culture – Together Alone (Le Shuuk Remix)
- 2021: Moguai, Graham Candy & CLO – A Little Bit Of Faith (Le Shuuk Remix)
- 2022: DJ Robin, Schürze & Le Shuuk – Layla (Le Shuuk Remix)

## Auszeichnungen für Musikverkäufe
| Land/RegionAuszeichnungen für Musikverkäufe (Land/Region, Auszeichnungen, Verkäufe, Quellen) | Gold  | Platin | Verkäufe | Quellen           |
| -------------------------------------------------------------------------------------------- | ----- | ------ | -------- | ----------------- |
| Deutschland (BVMI)                                                                           | Gold1 | —      | 200.000  | musikindustrie.de |
| Insgesamt                                                                                    | Gold1 | —      |          |                   |